# Bromus kalmii
Bromus kalmii är en gräsart som beskrevs av Asa Gray. Bromus kalmii ingår i släktet lostor, och familjen gräs. Inga underarter finns listade i Catalogue of Life.

## Bildgalleri

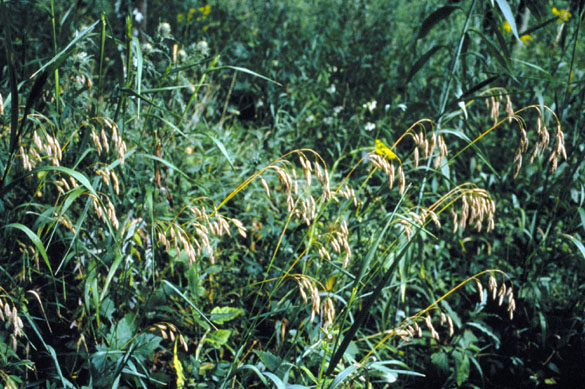
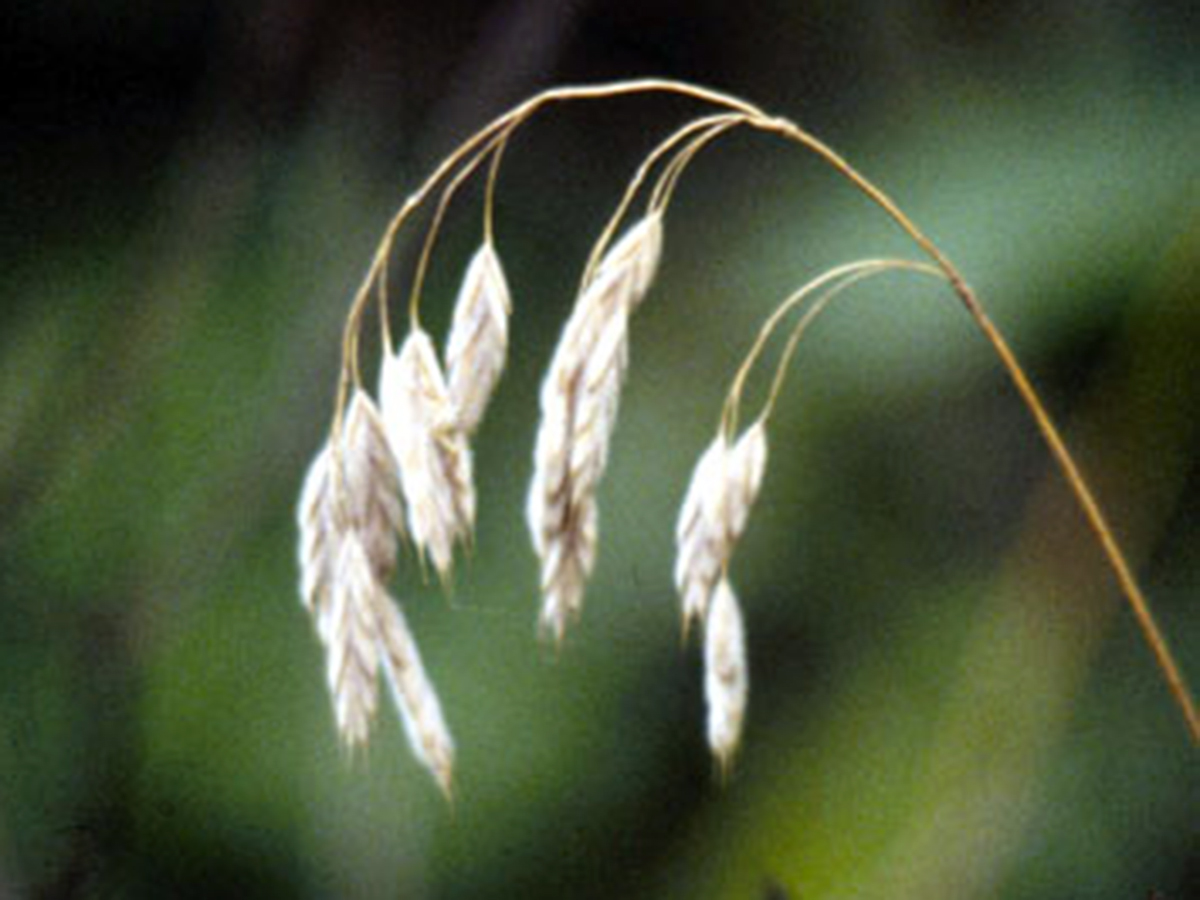
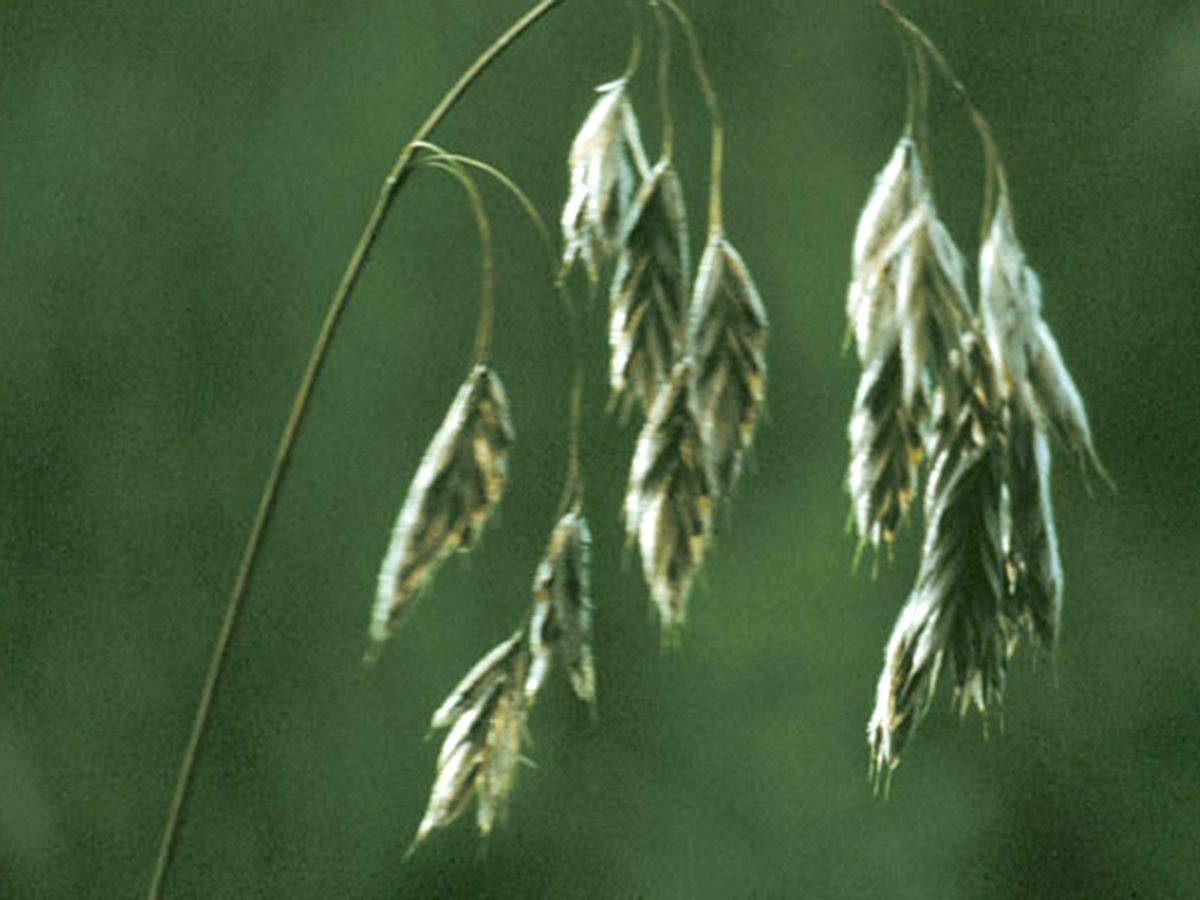